# پرواز کن پدر
پرواز کن پدر (انگلیسی: Fly, Daddy, Fly) یک فیلم درام محصول سال ۲۰۰۶ کره جنوبی به کارگردان چوی جونگ ته است. این فیلم بر پایه رمانی با همین نام اثر نویسنده ژاپنی کانه‌شیرو کازوکی است و در سال ۲۰۰۵ در یک فیلم ژاپنی نیز اقتباس شده بود. لی جون گی دستمزد ۱۰۰ میلیون وون دریافت کرد که در مقایسه با افزایش محبوبیت او پس از پادشاه و دلقک (۲۰۰۵) نسبتاً پایین است و این قرارداد در اوایل دسامبر ۲۰۰۵ پیش از اکران فیلم پادشاه و دلقک، زمانیکه که لی یک بازیگر ناشناس بود، امضا شد.

## بازیگران
- لی جون گی در نقش گو سونگ سوک
- لی مون شیک در نقش جانگ گا پیل
- نام هیون جون در نقش اوه سه جونگ
- کسم جی هون در نقش چه سو بین
- لی یون سو
- کیم سو اون در نقش جانگ دا می
- هیون وو
- جو سونگ ها در نقش چا جو اوه
- لی جه یونگ
- آن نه سانگ (حضور افتخاری)
- وو هیون (حضور افتخاری)